# 萬楚特城堡

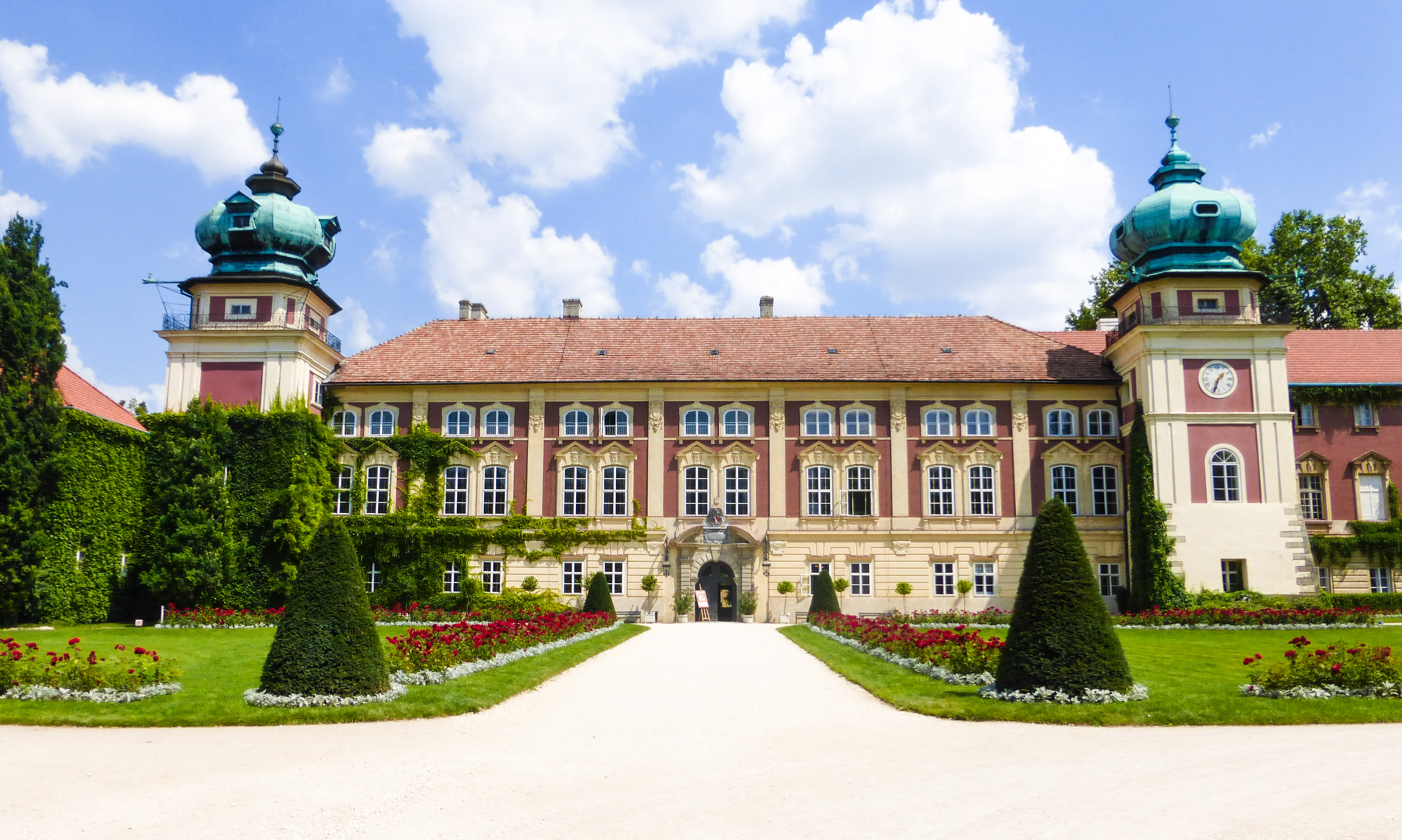
萬楚特城堡

萬楚特城堡（Łańcut Castle）是位於波蘭萬楚特的一座歷史建築群。2005年9月1日，波蘭政府將萬楚特城堡列入國家歷史紀念建築。萬楚特城堡始建於14世紀，當時這裡是波托茨基家族的財產。

## 外部連結
- Official website of Łańcut Castle （页面存档备份，存于）

50°04′07″N 22°14′05″E / 50.0685°N 22.2346°E